# Tønde tjære
En tjæretønde er gammel dansk rummål, der er 120 potter, og svarer til 115,9 liter.

## Henvisniner
1. ↑    - Dan H. Andersen & Erik Helmer Pedersen (2004) A History of Prices and Wages in Denmark, 1660-1800. Vol. II. Prices and Wages in Danish estate Accounts Arkiveret 29. december 2009 hos  Wayback Machine. Copenhagen, Schultz Grafisk. ISBN 87-609-1221-9